# Kollagen-Typ 4α5
COL4A5 ist ein Gen, das im menschlichen Organismus Kollagen Typ IV, alpha 5, auch bekannt als Alpha-5-Typ-IV-Kollagen, ein netzbildendes Kollagen, codiert. Typ-IV-Kollagen-Proteine sind integrale Bestandteile der Basalmembran, genauer der Lamina densa.

## Geschichte
Durch Southern Blot und In-situ-Hybridisierung konnten Hostikka et al. im Jahr 1990 das Gen COL4A5 dem Genlocus Xq22 zuordnen.

## Funktion
Bei Verwendung eines Zebrabärblings als Tiermodell konnte gezeigt werden, dass das COL4A5-Gen auf der Oberfläche des Mittelhirndachs (Tectum mesencephali oder Lamina tecti) das Glykoprotein SLIT1 bindet und das Gen ROBO1 in den Axonen der retinalen Ganglienzellen (RGC) exprimiert wird.

## Genstruktur
Das COL4A5-Gen ist 110 kb lang und beinhaltet 51 Exons.

## Erkrankungen
Mutationen in diesem Gen sind mit dem X-chromosomalen Alport-Syndrom, auch als hereditäre Nephritis bekannt, verbunden.